# 国立清水海上技術短期大学校
国立清水海上技術短期大学校（こくりつしみずかいじょうぎじゅつたんきだいがっこう、英: National Shimizu Maritime Poly-technical College）は、静岡県静岡市清水区にある独立行政法人海技教育機構所管の教育訓練施設。高等学校卒業者を対象に生徒を募集し、船舶を運航できる船員を養成する施設である。
2016年4月まで、独立行政法人海技教育機構の本部は、清水海上技術短期大学校内にあったが、神奈川県横浜市中区の横浜第2合同庁舎に移転している。
2023年（令和5年）9月現在、海上技術短期大学校（高卒後2年間）は波方（愛媛県今治市）、宮古（岩手県宮古市）小樽（北海道小樽市）、そして清水の4か所である。
(ただし、小樽は航海科のみ。また、令和6年4月より唐津海上技術学校（佐賀県唐津市）が、航海専科の海上技術短期大学校として開校する。)

## 学校名の変遷
- 移転前（愛知県高浜市 北緯34度56分00秒 東経137度00分00秒 / 北緯34.93333度 東経137.00000度）
  1. 高浜海員養成所 - 1944年（昭和19年）から1952年（昭和27年）までの8年間。
  2. 国立高浜海員学校 - 1952年（昭和27年）から1961年（昭和36年）までの9年間。
- 移転後（静岡県静岡市清水区）
  1.  国立清水海員学校 - 1961年（昭和36年）から2001年（平成13年）までの40年間。
  2. 国立清水海上技術短期大学校 - 2001年（平成13年）から現在に至る。

## 所管の変遷
1. 運輸通信省 - 1944年（昭和19年）から1945年（昭和20年）までの半年間。
2. 運輸省 - 1945年（昭和20年）から2001年（平成13年）までの56年間
3. 国土交通省 - 2001年（平成13年）1月から4月までの3か月間
4. 国土交通省所管の独立行政法人海員学校 - 2001年（平成13年）4月から2006年（平成18年）までの5年間
5. 国土交通省所管の独立行政法人海技教育機構 - 2006年（平成18年）から現在に至る。

## 沿革

### 昭和（戦前）
- 1944年（昭和19年）2月 - 運輸通信省所管高浜海員養成所が開校。
  - 所在地：愛知県高浜市

### 昭和（戦後）
- 1952年（昭和27年）8月 - 運輸省所管国立高浜海員学校と改称[3]。
- 1960年（昭和35年）8月 - 国有財産東海地方審議会において国立商船大学清水分校の校舎と敷地の一部を高浜海員学校へ所管換え案が可決。
- 1961年（昭和36年）4月 - 国立清水海員学校に改称。[4]
- 1965年（昭和40年）2月 - 高等科を設置。[5]
- 1967年（昭和42年）
  - 8月 - 補導科・漁業科を設置。[6]（昭和46年から補導科と改称）
  - 11月 - 校舎を新築。
- 1968年（昭和43年） 3月 - 本科司厨[7]科を設置。[8]厚生省より調理師養成施設に指定される。
- 1973年（昭和48年） 
  - 8月
    - 高等科甲板課程、乙種二等航海士養成施設に指定される。
    - 高等科機関課程、内燃機関乙種二等機関士養成施設に指定される。
- 1974年（昭和49年）12月 - 高等科卒業後、海技大学校通信教育課程を卒業した者には大学入学に関して文部大臣より高等学校卒業同等資格が付与されるようになる。
- 1983年（昭和58年）4月 - 旧資格（乙種二等）を五級海技士（航海）、五級海技士（機関）とする。[9]
- 1986年（昭和61年）
  - 4月 - 専修科（外航課程）ならびに司厨・事務科を設置。[10] 厚生省より調理師養成施設に指定される。
  - 12月 
    - 専修科（外航課程）航海科、四級海技士（航海）の養成施設に指定される。
    - 専修科（外航課程）機関科、内燃機関四級海技士（機関）の養成施設に指定される。
- 1987年（昭和62年）4月 - 高等科廃止。

### 平成
- 1992年（平成 4年）3月 - 専修科の修業年限を2年とし、9ヶ月間の乗船実習を行う。[11]
- 1994年（平成6年）
  - 2月 - 専修科が四級海技士（航海）の養成施設、内燃機関四級海技士（機関）の養成施設に指定される。
  - 3月 - 専修科が四級小型船舶操縦士の養成施設に指定される。
- 1995年（平成7年）2月 - 講堂兼室内体育館及びプールを新築。
- 1999年（平成11年）8月 - 学寮棟を新築。
- 2001年（平成13年）
  - 1月 - 中央省庁改革で運輸省は国土交通省となる。[12]
  - 4月 - 所管が国土交通省下の独立行政法人海員学校となり、国立清水海上技術短期大学校と改称。[13]
- 2006年（平成18年）
  - 3月 - 司厨・事務科を廃止。
  - 4月 - 独立行政法人（海員学校と海技大学校）の統合で、海技教育機構が新設され、関係学校[14]の所管となる。[15]
- 2011年（平成23年）
  - 4月 - 東日本大震災の影響で、国立宮古海上技術短期大学校（岩手県宮古市）の新入生が仮校舎として、清水海上技術短期大学校を使用。
  - 6月 - 宮古海上技術短期大学校が岩手県の本校舎に戻り、7月より授業を再開。

### 令和
- 2023年 (令和5年)  3月 - 校内練習船「かざはや」を更新。船名は同じく「かざはや」で、2代目として運航。

## 取得できる資格

### 卒業（2年間）と同時
- 四級海技士免状[16][17]の受験資格。
  - 筆記試験、免許講習が免除
  - 2年次の練習船航海実習（9か月間）が乗船履歴として認められる。
  - よって、卒業後、口述試験（学校で実施）に合格すれば四級海技士免状を得ることができる。[18]
  - 第一級海上特殊無線技士

かつては小型船舶操縦士免許やガス溶接の免許も取得出来たが、現在では廃止。
(ただし、小型船舶を用いた航海実習は行っている。)

## 進路
- 就職。
- 海技大学校（兵庫県芦屋市）への進学。

## カリキュラム

### 必修科目
- 「航海」 - 灯台の光り方(灯質)や海図図式について学ぶ「航法」や、レーダーやドップラーソナー等、各種航海計器を学ぶ「航海計器」など。
- 「運用」 - 船の構造や操船の知識など。
- 「海事法規」 -いわゆる「交通三法」や、 船員に関する法律、法規など。
- 「海洋気象」 - 気象や海象の知識。
- 「電気電子工学」 - 発電機やモーター・電子機器の知識。
- 「機械工作」 - 工作法や機械材料。
- 「計測制御」 - 自動制御機器の基礎的な仕組み、知識。
- 「情報技術」 - 船と陸上間の情報伝達としてのコンピュータの知識、技能。
- 「船用機関」 - プロペラを回す主機関や発電機関、ポンプ、ボイラ、冷凍機など、船内の機械や機関の仕組み、取り扱い方を学ぶ。
- 「内航[19]海運実務」 - 内航貨物輸送に関する基礎的知識。
- 「海事英語」 - 船舶通信や技術の用語。
- 実習
  - 「航海実技」 - ロープの取り扱い、各種スプライス作製方法、信号方法など。
  - 「機関実技」 - ディーゼル機関の発動・停止方法、ガス切断、アーク溶接、冷凍機実習など。
  - 「海上実習」 - 校内練習船「かざはや」、小型船舶（モーターボート）、端艇（カッター）の実習を通して、船舶を安全かつ効率的に運航する方法。
  - 「総合訓練」 - 海難事故に備えた救命に関する知識、救命講習、消火講習。

### 必修選択科目
- 「海運実務英語」 - 船舶職員として必要とされる英文読解力、英会話の実践的技能。

### 選択科目
- 「航海特論」 - 上級海技試験に対応できる航海に関する高度な知識。
- 「機関特論」 - 上級海技試験に対応できる機関に関する高度な知識。
- 「航海実技演習」 - ロープの結索方法、操船シミュレーションを使用した模擬操船体験。
- 「機関実技演習」 - エンジンの分解・組立てや、シーケンス回路の応用的実習、機関シミュレーターによる模擬操船など、機関に関する理論や機器の構造、操作に関する知識。
- 「海洋気象特論」 - 気象海象に関する実務的な技術。
- 「船用ガス・タービン特論」 - スーパーエコシップなど、将来的に搭載が見込まれるガス・タービン機関の知識

### その他
- 単位認定科目
  - 「卒業研究」 - 船舶運航や海運に関する個別の研究テーマを決め、論文を書く。
  - 「乗船体験実習」 - 夏休み中に内航貨物船等で3日連続以上の体験乗船を行い、実際の船舶運航の見学と体験を通して、船内勤務に対する知識・技能の基礎を身につける。
  - 「三級海技士国家試験（筆記試験）合格」
- 特別教育活動 - 調理実習
- 「練習船航海実習」 - 実際の航海を通して、チームワークや操船、航海術を学ぶ。
  - 2年次の4月 - 12月まで3か月ごとに異なる種類の船に乗船し、合計9か月行う。
  - この航海実習が四級海技士免許の国家試験受験資格に必要な乗船履歴となる。
    - 使用する航海練習船（航海訓練所所有）
      - 帆船 -「日本丸」（2,570t）、「海王丸 (2代)」（2,556t）
      - ディーゼル船 -「銀河丸」（6,100t）、「青雲丸」（5,884t）、「大成丸」（3,990t）

## 学校設備
- 練習船　「かざはや」(56総トン)
  - 小型の練習船で、主として清水港内、駿河湾にて実習を行う。年に一度、静岡県沼津市の戸田(へだ)港まで航行(駿河湾を横断)する「駿河湾巡航」実習を行っている。
  - 2023年(令和5年)3月に2代目「かざはや」が就航した。カラーリングは白1色となり二階建てハウス、船尾抜き煙突、クレーン装備等、先代とは異なる点がいくつかある。
  - 初代「かざはや」は地元・清水の三保造船で建造されたが、2代目は福岡県の造船所で建造された。
- 小型船
  - 小型艇（モーターボート）
  - カッター
  - 船外機（伝馬船）

## 制服
- 色は「紺色」
- ブレザー・ネクタイ

## 学校行事

### 前期
- 4月 - 9月
  - 1年次
    - 入学式、前期開始、定期海技士筆記試験（4月と7月実施）、防災訓練（春と秋）、スポーツ大会、水泳授業、サバイバル訓練、水泳大会、バーベキュー、夏休み、前期期末試験

  - 2年次
    - 練習船航海実習（4月 - 12月までの9か月間、3か月ごとに転船し、3種類の船舶に乗船する）

### 後期
- 10月 - 3月
  - 1年次
    - 後期開始、駿河湾巡航、定期海技士筆記試験（10月と2月実施）、冬休み、防火訓練、運動行事、後期期末試験

  - 2年次
    - 12月まで練習船航海実習、冬休み、防火訓練、運動行事、第一級海上特殊無線技士講習、一級小型船舶操縦士実技試験、定期海技士筆記試験、卒業試験、卒業式、海技士口述試験

## オープンキャンパス
- 体験型・見学型のオープンキャンパスを合計5回ほど行っている。（5月 - 10月）

## アクセス
- しずてつジャストラインバス「東海大学・海技短大前」停留所 徒歩5分

## 周辺
- 東海大学清水キャンパス（海洋学部）
- 静岡県立清水南高等学校